# Orca (película de 2020)
Orca es una película dramática sueca de 2020 dirigida por Josephine Bornebusch, quien coescribió el guion con Gunnar AK Järvstad. Producida por Sofie Palage, la película está protagonizada por Johan Rheborg, Marie Göranzon, Gustav Lindh, Tova Magnusson, Vera Vitali, Erik Johansson y Bornebusch. Escrita y filmada en su totalidad durante la actual pandemia de COVID-19, la trama describe los efectos del distanciamiento social en las relaciones humanas.
Los críticos recibieron la película con críticas generalmente positivas, con elogios por su interpretación honesta de las relaciones durante la era de la cuarentena. En los 56.ª edición de los Premios Guldbagge, la película recibió cinco nominaciones, incluyendo Mejor Película, Mejor Guion, Mejor Actor en un Papel Protagónico y Mejor Actor en un Papel Secundario.

## Sinopsis
La trama sigue a 11 personas de clase media en varias fases de la vida, que están aisladas unas de otras. Se ven obligados a practicar el distanciamiento social y comunicarse entre ellos a través de videollamadas.

## Reparto
- Johan Rheborg como Claes
- Marie Göranzon como Solveig
- Gustav Lindh como Igor
- Tova Magnusson como Sofie
- Vera Vitali como Far
- Erik Johansson como John
- Josephine Bornebusch como Matilda
- Rebecka Josephson como Felicia
- Alba August como Hanna
- Peter Andersson como Allan
- Joel Spira como Ossian
- Rolf Ek como Bosse
- Mika Zetterberg Bornebusch como Lilly
- Alan Adler como Narrator
- Martin Schaub como Joven actor

## Desarrollo y lanzamiento
Orca se centra en temas de amor, relaciones e intimidad, y retrata cómo el aislamiento puede afectar las relaciones. El título de la película deriva del nombre científico de las orcas. Refiriéndose a la elección del título, Bornebusch afirmó: "También es el nombre en latín de las orcas, uno de los animales más sociales del mundo. Se deprimen y mueren si se descarrían. Siento que la gente también es así". La proximidad significa más de lo que crees. Darle un abrazo a alguien". La producción comenzó en medio de la actual pandemia de COVID-19. Bornebusch y Järvstad terminaron de escribir el guion en tres semanas, sin embargo, se pospuso el rodaje. Posteriormente se completó en 12 días, cumpliendo con las normas de distanciamiento social con no más de un actor a la vez.

## Recepción
Los críticos contemporáneos elogiaron la película por presentar una imagen honesta de las relaciones humanas durante la era de la cuarentena. La escritora de Aftonbladet, Emma Gray Munthe, le dio a la película cuatro estrellas de cinco, y la describió como "divertida, triste, conmovedora" que "se balancea rápidamente en el medio". El crítico de cine Fredrik Sahlin estuvo de acuerdo y encontró que la película era "una consideración divertida, creíble y atractiva de los miedos y deficiencias de la clase media neurótica". Escribiendo para Dagens Nyheter, Jacob Lundström dijo que la película "describe con una fuerte presencia cómo las relaciones se construyen y se rompen a través de las pantallas". Hynek Pallas, en su artículo para Göteborgs-Posten, elogió la película como "un drama emocional bien interpretado, elegante y de clase media". Jon Asp de Svenska Dagbladet lo comparó con la película sueca Magnolia y sintió que los resultados "aunque técnicamente bien implementados, están más fragmentados que condensados".
En la 56.ª edición de los Premios Guldbagge, Orca recibió cinco nominaciones a Mejor Película, Mejor Guion, Mejor Actor en un Papel Protagónico, Mejor Actor en un Papel Secundario y Mejor Montaje.
| Año  | Premio            | Categoría                           | Nominado(s)                                 | Resultado | Ref.  |
| ---- | ----------------- | ----------------------------------- | ------------------------------------------- | --------- | ----- |
| 2020 | Premios Guldbagge | Mejor Actor en un Papel Protagónico | Johan Rheborg                               | Nominado  | [ 9 ] |
| 2020 | Premios Guldbagge | Mejor Actor en un Papel Secundario  | Erik Johansson                              | Nominado  | [ 9 ] |
| 2020 | Premios Guldbagge | Mejor Montaje                       | Sarah Patient Nicastro                      | Nominada  | [ 9 ] |
| 2020 | Premios Guldbagge | Mejor Película                      | Orca                                        | Nominada  | [ 9 ] |
| 2020 | Premios Guldbagge | Mejor Guion                         | Josephine Bornebusch y Gunnar A.K. Järvstad | Nominados | [ 9 ] |